# Alex Dogboy
Alex Dogboy är en bok utgiven 2003 och författad av Monica Zak. Den handlar om en gatupojke i Honduras. 
Boken är baserad på en verklig pojke vid namn Nahin Samuel. Boken handlar om en ung pojke vid namn Alex Alberto Mendoza Martinez. Under tidig ålder bodde han i Honduras med hela sin familj. En dag när hans mamma bestämde sig för att resa till USA så trodde han att hon lämnat honom. Efter ett tag så kom hon tillbaka med presenter hon köpt till sina barn, för att sedan ta med sig alla barnen tillbaka till USA, alla förutom Alex.
Alex blev ensam med pappan, så de åkte till Alex moster för att bo där. Men en morgon när han vaknade så såg han att pappan också var försvunnen. Alex orkade inte längre bo kvar hos sin moster, så han bestämmer sig för att bli ett gatubarn. Han började sniffa på lim för att få bort hungern, stjäla kläder och skor för att inte frysa samt började hänga med andra gatubarn som alla började stinka av skräp. Dessa gatubarn kom sedan att få hjälp av en gammal tant vid ett stånd med att rengöra kläderna. Under tiden Alex bodde i en soptipp så hittade han en hund och tog hand om den. Sedan den dagen så har Alex haft någon att prata med och sedan den dagen så hittade Alex bara fler hundar och fler vänner att umgås med. En dag så gick han tillbaka till sin moster och fick där reda på att hans mamma hade ringt och sökt honom. 

## Utgåvor
- 2003 - Alex Dogboy ISBN 91-7299-044-9
- 2004 - Alex Dogboy (e-bok) ISBN 91-7299-452-5
- 2005 - Tredje kärleken (finländsk upplaga) ISBN 91-7299-175-5
- 2005 - Alex Dogboy (uruguayansk upplaga) (spanska) ISBN 99922-1-153-9